# Kampfunterstützung
Kampfunterstützung ist in Streitkräften ein funktionaler Aufgabenbereich, der Führung, Kräfte und Mittel mit dem Ziel zusammenfasst, im Gefecht vornehmlich durch Feuer und Sperren sowie dem Schutz gegen Bedrohung aus der Luft die eigene Beweglichkeit zu Lande und in der Luft zu erhöhen und die des Gegners zu beeinträchtigen sowie die eigene Überlebensfähigkeit im Feuer und bei Einsatz von ABC-Kampfmitteln zu verbessern.

## Kampfunterstützungstruppen
Kampfunterstützungstruppen sind die Teile der Streitkräfte, deren vornehmlicher Auftrag die Kampfunterstützung ist, insbesondere die Artillerie und die Pioniertruppe.
Abzugrenzen sind die Kampfunterstützungstruppen von den Führungs- und Unterstützungstruppen, in Deutschland Einsatz- und Führungsunterstützungstruppen, die der unmittelbaren Sicherstellung der Führung (Fernmelder, Aufklärer, Feldjäger) dienen sowie den Logistiktruppen mit der Sanitätstruppe.

### Bundeswehr
Nur im deutschen Heer und in der Streitkräftebasis (SKB) gibt es Truppengattungen; in der Marine und der Luftwaffe gibt es Verwendungsreihen. Daher werden auch nur im Heer die Truppengattungen den Kampftruppen, den Kampfunterstützungstruppen, den Einsatz- und Führungsunterstützungstruppen und den Logistik- und Sanitätstruppen zugeordnet. Die Kampfunterstützungstruppen umfassen im Heer die Artillerietruppe, die Heeresfliegertruppe und die Pioniertruppe.
Die Einsatz- und Führungsunterstützungstruppen umfassen die Truppengattungen Fernmeldetruppe, Heeresaufklärungstruppe, Heereslogistiktruppen (wiederum bestehend aus der Nachschubtruppe und Instandsetzungstruppe) und dem Sanitätsdienst Heer.
Die Aufgaben der Heeresflugabwehrtruppe wurde an die Luftwaffe und die ABC-Abwehrtruppe an die SKB abgegeben. Der Militärmusikdienst im Heer wurde ebenfalls in die SKB überführt.
Nicht zu verwechseln sind die Kampfunterstützungstruppen mit den Unterstützungskräften, die in den deutschen Streitkräften eine von Truppengattungen völlig unabhängig zu definierende Kräftekategorie ist.
Siehe auch: Führungsunterstützung (Bundeswehr)

### Spezialtruppen NVA
Die Nationale Volksarmee definierte, gemäß Militärdoktrin des Warschauer Pakts, Spezialtruppen, im Sinne von Kampfunterstützungstruppen – als Truppen beziehungsweise (militärische) Kräfte oder Formationen, die die Kampfhandlungen (Gefechtshandlungen) aller in Teilstreitkräften vorhandenen Truppengattungen unterstützten oder versorgten.
Spezialtruppen waren in der Regel in allen Teilstreitkräften vorhanden. Sie konnten zum Bestand von Großverbänden, Verbänden oder Einheiten der Truppengattungen gehören, aber auch in Großverbänden, Verbänden oder selbständigen Einheiten organisiert sein. Diese sollten im Einsatzfall dem Oberbefehlshaber der Armee, Front oder dem Oberkommando unterstellt werden. Beispiele für Spezialtruppen waren:
- Pioniertruppen
- Nachrichtentruppen (im Sinne von Fernmeldetruppen)
- Truppen Funkelektronischer Kampf
- Truppen der chemischen Abwehr (im Sinne von ABC-Abwehrtruppen)
- Straßenbautruppen
- Eisenbahntruppen
- Kfz-Transporttruppen
- Kampfschwimmer

Siehe dazu auch

### Österreichs Bundesheer
Zu den Kampf- und Führungsunterstützungstruppen zählen die Pioniere, die Artillerie, die Aufklärer, die Führungsunterstützungsbataillone (früher Fernmelder) und die ABC-Abwehr. Die Sanitäter, die Militärstreife & Militärpolizei, die Versorgung und die Luftraumüberwachung werden aber nicht zu den Kampf- und Führungsunterstützungstruppen gezählt.

### Schweizer Armee
In der Schweizer Armee bilden Führungsunterstützungstruppen eine eigene Truppengattung, aber keine eigene offiziell definierte Truppengattungsgruppe. Die Schweizer Armee fasst ihre Truppengattungen offiziell nicht zu verschiedenen Untergruppen zusammen. Die Schweizer Führungsunterstützungstruppen umfassen aber auch nicht alle z. B. in Deutschland meist zu den Einsatz- und Führungsunterstützungstruppen zählenden Truppen; so sind beispielsweise Übermittlungstruppen (Fernmelder) wiederum eine eigene Truppengattung.

### Beschreibung der Truppengattungen
Im Folgenden werden angelehnt an die deutsche Einteilung der Truppengattungen (siehe oben) diejenigen Truppengattungen vorgestellt, die je nach Definition Einsatz- und Führungsunterstützungstruppen oder Kampfunterstützungstruppen sind, und nur in Ausnahmefällen Kampftruppen oder Kampftruppenanteile aufweisen.
Artillerie
Bei der Artillerie handelt es sich um die aktivste Unterstützungstruppe innerhalb eines Heeres, da sie direkt in das Kampfgeschehen eingreift. Artillerie wehrt durch Sperrfeuer feindliche Angriffe ab, bereitet den Angriff der eigenen Truppen durch konzentriertes Feuer vor und verhindert feindliche Aktivitäten während des Bodenkampfes. Dennoch wird sie meist nicht zu den Kampftruppen gezählt, da sie feindliche Kräfte nur „mittelbar“ über große Entfernung bekämpft und daher im Idealfall nicht dem direkten Beschuss feindlicher Kampftruppen ausgesetzt ist.
Heeresflugabwehrtruppe
Die (Heeres-)Flugabwehrtruppe ist der Hauptträger der Abwehr der Bedrohung aus der Luft im niedrigen und mittleren Höhenbereich (bis 5.000 Meter) und schützt Kräfte des Heeres bzw. deren Anlagen und Einrichtungen im gesamten Einsatzspektrum, bedrohungs- und lageabhängig, möglichst eingebunden in die Luftverteidigung. Im Ausnahmefall bekämpft die Truppe mit der Flak aber auch feindliche Bodenziele, jedoch ist dies die absolute (und nicht gewollte) Ausnahme. Ähnlich wie die Artillerie bekämpft sie zwar feindliche Kräfte unmittelbar, wirkt dabei aber über große Entfernungen und ist im Idealfall nicht direktem feindlichem Feuer ausgesetzt.
Pioniere
Eine weitere sehr große und aktiv am Kampfgeschehen teilnehmende Gruppe der Unterstützungskräfte sind die Pioniere. Ihre Aufgabe ist zum Beispiel das Überwinden von Hindernissen (Flüsse etc.), das Räumen und Anlegen von Sperren in Form von Minenfeldern oder Panzersperren oder die Bergung von defektem, respektive zerstörtem Gerät aus der Kampfzone.
ABC-Abwehr
Die ABC-Abwehr ist in besonderem Maße für Schutz- und Abwehrmaßnahmen gegen die Wirkung von ABC-Kampfmitteln befähigt. Eigenes Feuer ist dabei nur zur Selbstverteidigung vorgesehen.
Heeresflieger
Die Heeresflieger sind diejenigen Kräfte im Heer, die ihre Aufträge vorrangig mittels Flugzeugen, insbesondere mittels Militärhubschraubern, erledigen. Im deutschsprachigen Raum werden die Heeresflieger zur Kampfunterstützungstruppe gezählt, obwohl im Einzelnen die Zuordnung nicht immer schlüssig ist. Insbesondere Kampfhubschrauber zur Panzerabwehr, könnten analog zu Panzerjägern auch als Teil der Kampftruppen angesehen werden, jedoch gilt wie bei der Artillerie, dass sie insbesondere durch feindliche Kampfunterstützungstruppen bedroht sind, v. a. durch die Flugabwehrtruppen
Logistiktruppen
Logistiktruppen wie etwa Nachschubbataillone sorgen für die Versorgung der kämpfenden Truppe mit Munition, Verpflegung und Betriebsstoff. Instandsetzungsbataillone führen die Reparatur von Fahrzeugen, Gerät, Waffen und Material durch. In Deutschland sind diese Truppen Teil der Führungsunterstützungstruppen.
EloKa
EloKa ist die Abkürzung für Elektronische Kampfführung. Dieser Teil der Unterstützungskräfte versucht den feindlichen Funkverkehr zu stören und abzuhören, Radarstellungen aufzuspüren und den eigenen Funkverkehr zu schützen.
Fernmelder
Fernmeldetruppen, sind für die Kommunikation im Heer verantwortlich. In Deutschland sind diese Truppen Teil der Führungsunterstützungstruppen.
Sanitätstruppen
Das Sanitätswesen ist für die gesundheitliche Betreuung aller Soldaten zuständig. In der Bundeswehr verbleibt mit der Bildung des neuen Organisationsbereiches Sanitätsdienst nur noch der Truppensanitätsdienst beim Heer. In Deutschland sind diese beim Heer verbleibenden Truppen Teil der Führungsunterstützungstruppen.
Feldgendarmerie, Militärpolizei
Solange innerhalb eines Kampfgebietes keine zivile Struktur zum Schutz der Bevölkerung aufgebaut werden kann, übernimmt die Militärpolizei diese Aufgabe. Gleichzeitig dient sie dazu, kriminelle Aktivitäten innerhalb der Truppe zu unterbinden sowie für die Aufrechterhaltung der Disziplin zu sorgen. Sie ist für die Verkehrsregelung im militärischen Rahmen zuständig und wird im begrenzten Rahmen zum Personenschutz verwendet. Angehörige der Militärpolizei sind in der Regel mit weitreichenden Befugnissen ausgestattet und bekleiden einen Sonderstatus. In Deutschland sind diese Truppen Teil der Streitkräftebasis. Als sie noch im Heer angesiedelt waren, waren sie Teil der Führungsunterstützungstruppen.
Aufklärer
Aufklärer sind für die Aufklärung zuständig. Je nach Typus gehören sie zu den Kampftruppen (insbes. Panzeraufklärer) oder zu den Unterstützungs- oder Führungsunterstützungstruppen. In Deutschland zählt die neu geschaffene Heeresaufklärungstruppe zu den Führungsunterstützungstruppen. Ihre Vorgänger waren Kampftruppen (Panzeraufklärer, Luftlandeaufklärer), Unterstützungstruppen (Artillerieaufklärung, Fernspäher), oder Führungsunterstützungstruppen (Feldnachrichtentruppe, Frontnachrichtentruppe).
Weitere
In Deutschland zählten außerdem bis zu ihrer Umgliederung oder Auflösung folgende Truppen zu den Führungsunterstützungstruppen: Truppe für Operative Information und die Topographietruppe.